# 四號驗屍室
《四號驗屍室》是由史蒂芬·金於1997年在限量版短篇小說集《六個故事》上的一部短篇小說，後來在並於2002年收錄在短篇小說集《史蒂芬金的14張牌》內。此故事於2006年改編成電視影集，成為《惡夢工廠》中其中一個單元。

## 故事簡介
霍華是銀行高層主管，一天他在打高爾夫球時心臟麻痺，送院後證實死亡，隨即送到驗屍室中進行驗屍。但此時霍華恢復了意識，只是身體上無法移動。驗屍官和助理已經一步一步進行驗屍過程，外衣和內褲都已經被除下，驗屍官即將劏屍，不過霍華仍然無法表達自己未死。在最後關頭，有人發現霍華被一條罕有的毒蛇咬到，致進入了假死狀態，霍華才得以逃過被活生生劏開的命運。